# Écorché

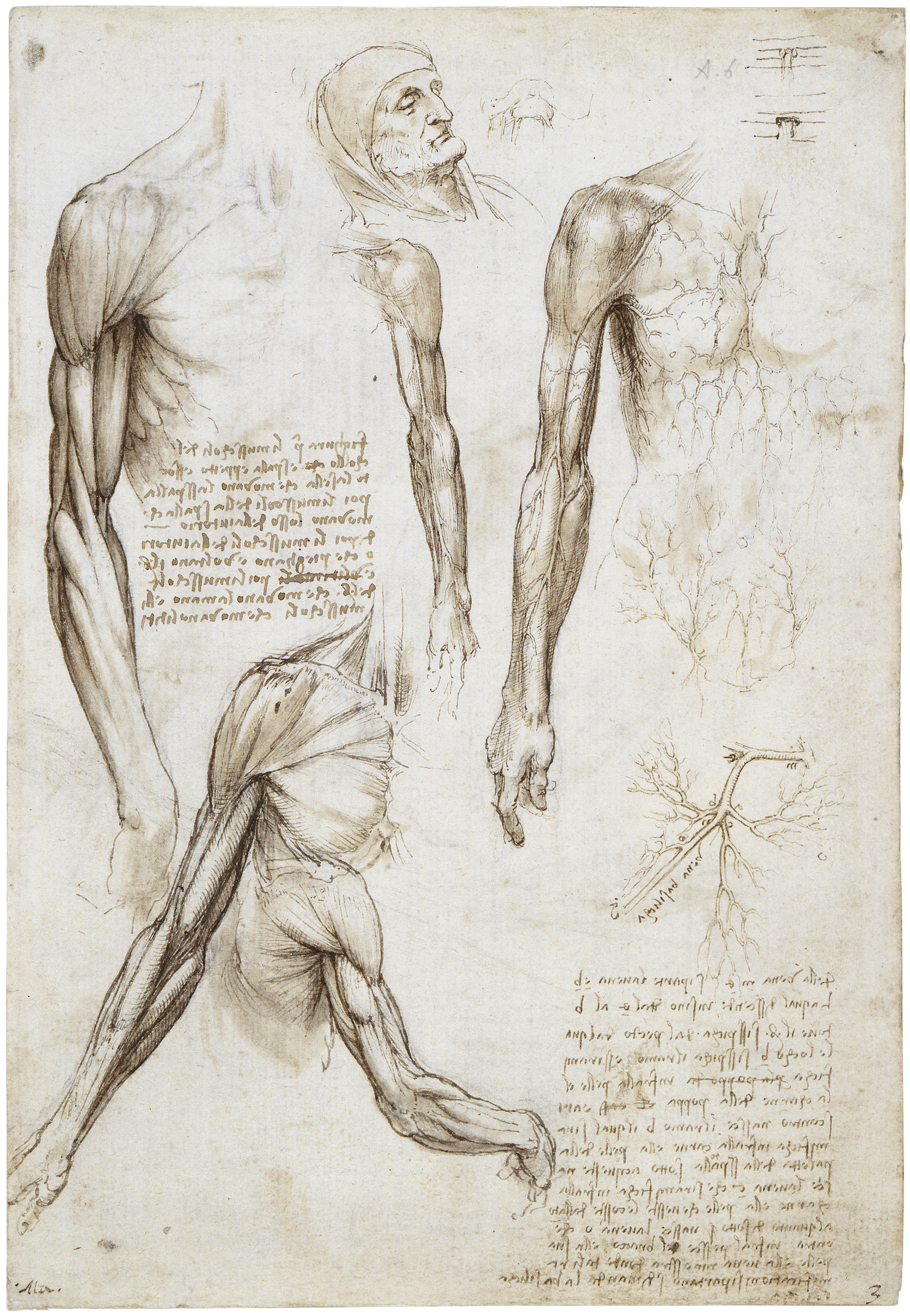
Écorché por Leonardo da Vinci.

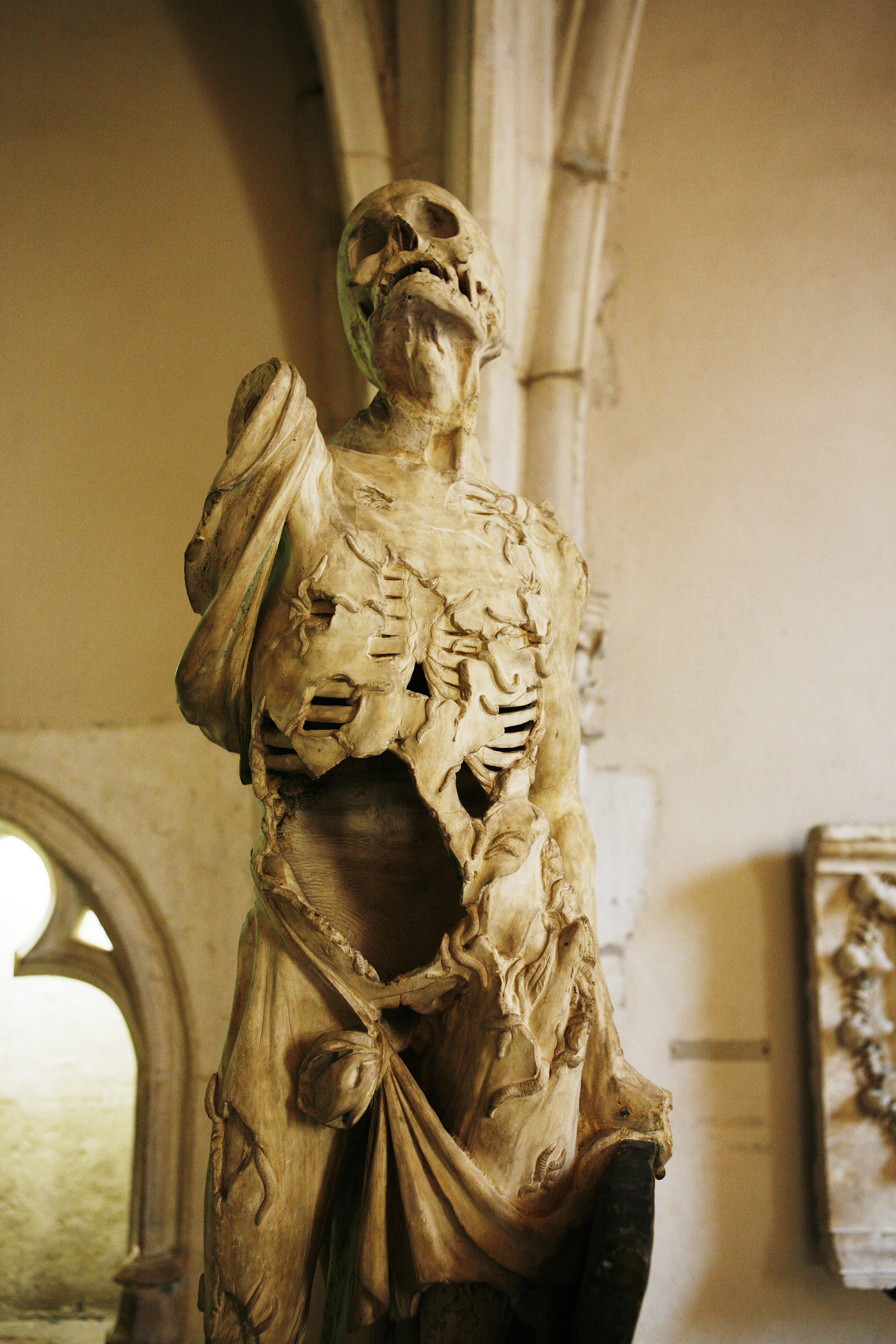
Écorché por Ligier Richier

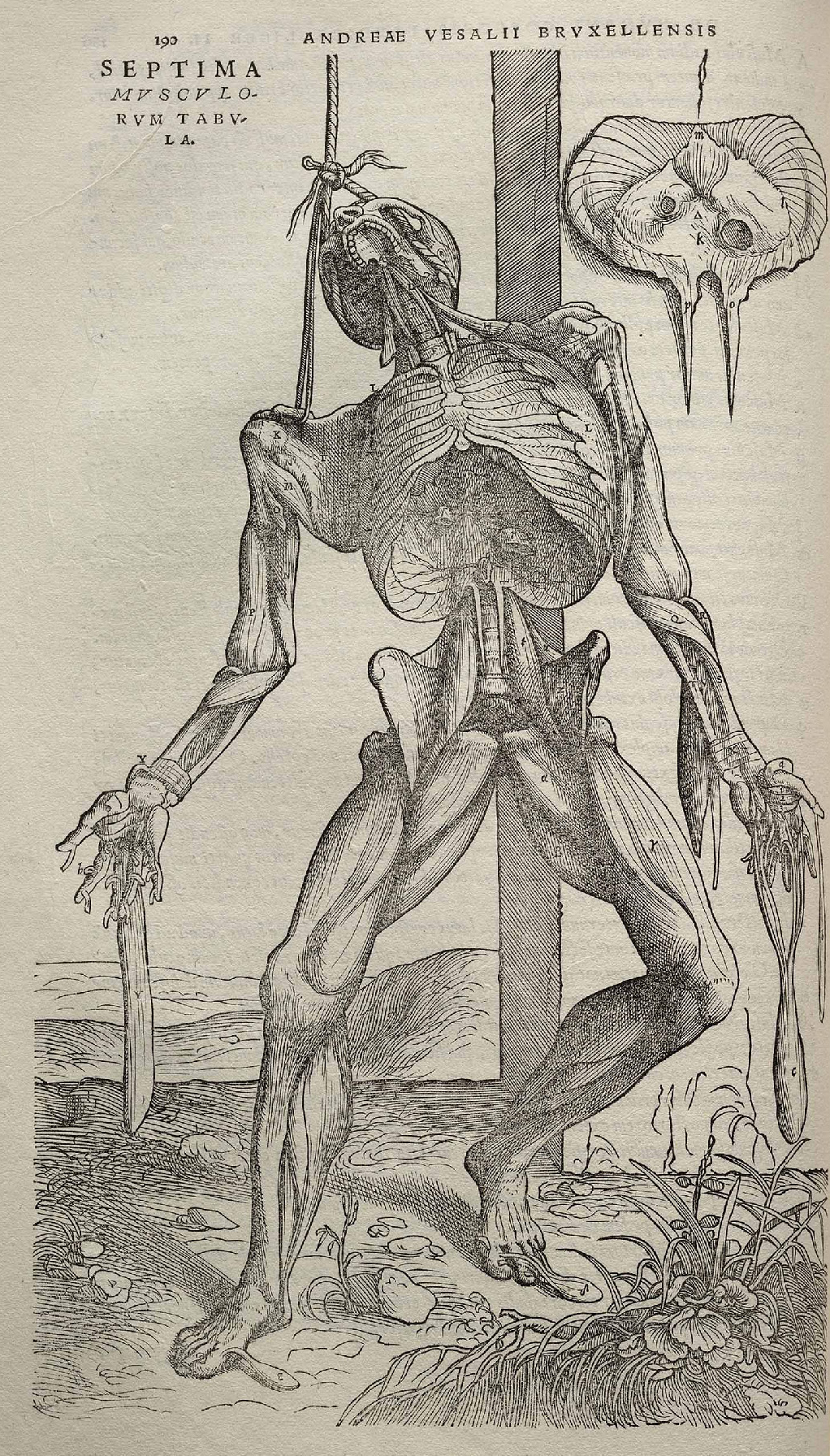
Ilustración de De humani corporis fabrica de Andrés Vesalio (1543), ilustrado por Jan van Calcar

Écorché, en pintura se trata de la representación de una figura anatómica desollada, en la que se muestran sus músculos y otros órganos internos; la palabra francesa écorcher significa literalmente «desollar». Dibujos, pinturas y estatuas de figuras, humanas y animales, fueron utilizadas para la enseñanza desde el siglo XVI. Un ejemplo notable del uso del écorché son las láminas del atlas anatómico De Humanis Corporis Fabrica (1543), de Andrea Vesalio.
Algunos de los primeros estudios conocidos de este tipo fueron realizados por Leonardo da Vinci. Sus estudios incluyen la disección del cadáver y el dibujo detallado de la anatomía interior. Esta práctica podría haberse iniciado en la antigua Grecia, pero no han llegado testimonios que lo confirmen.
Esta forma de estudio continúa utilizándose en algunas escuelas de todo el mundo, incluyendo la Academia de Arte de Nueva York, la Liga de estudiantes de arte de Nueva York y la Academia de Arte de la Universidad de San Francisco.

## Historia

### Renacimiento

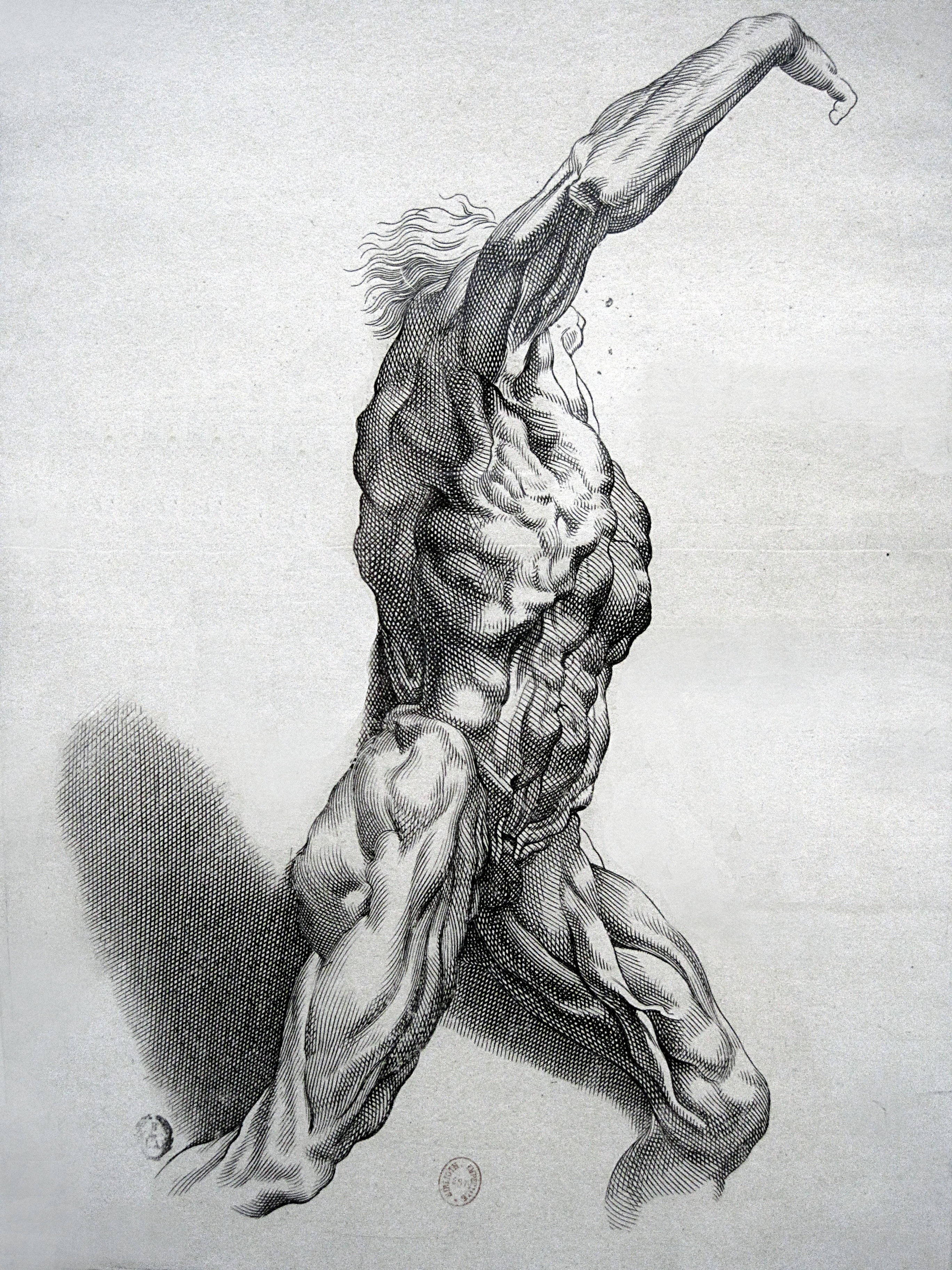
Écorché de Paulus Pontius

Durante el Renacimiento en Italia, alrededor del 1450-1600, que poseía características griegas y romanas clásicas llevó en el arte a los estudios de la anatomía humana. La práctica de la disección del cuerpo humano había sido prohibida durante muchos siglos debido a la creencia de que el cuerpo y el alma eran inseparables. No fue sino hasta la elección del Papa Bonifacio VII que la práctica de la disección se permitió una vez más para el estudio. Muchos pintores y artistas documentaron e incluso realizaron sus propias disecciones tomando cuidadosas observaciones del cuerpo humano. Entre ellos estaban Leonardo da Vinci y Andreas Vesalius, dos de los artistas más influyentes de ilustraciones anatómicas. Leonardo da Vinci, en particular, fue muy detallado en sus estudios tanto que llegó a ser conocido como el "artista-anatomista". Los estudios anatómicos de Leonardo contribuyeron a la exploración artística del movimiento de los músculos, las articulaciones y los huesos. Su objetivo era analizar y comprender los instrumentos detrás de las posturas y los gestos en el cuerpo humano.

### SiglosXVII-XIX
El estudio de figuras anatómicas se hizo popular entre las academias de medicina de toda Europa alrededor de los siglos XVII y XVIII, sobre todo cuando había falta de órganos disponibles para las disecciones. Los estudiantes de medicina se basaron en estos estudios porque proporcionaban una buena representación del modelo anatómico. Se hicieron los écorché quitándoles la piel, eliminándola del cuerpo, dejando al descubierto los músculos y los vasos del modelo. Algunas figuras fueron creadas para pelar las capas de músculos y revelar el esqueleto del modelo. Muchas de las figuras de la escala de tamaño natural ecorché se reprodujeron en menor escala en bronce que podían distribuirse fácilmente.
Eran comúnmente hechos de diferentes materiales: bronce, marfil, yeso, cera o madera. A finales del siglo XVIII y principios del XIX, la cera fue el material más popular en la creación de las estatuas écorché. La producción de modelos anatómicos de cera de colores permitió modelos más realistas.